# Olga Cabarga Gómez
Olga Cabarga Gómez (Madrid, 1 de diciembre de 1964) es una diplomática española. Ha sido entre 2020 y 2024 la embajadora de España en Senegal.

## Biografía
Tras licenciarse en Geografía e Historia, ingresó en la carrera diplomática (1992). Ha estado destinada en las representaciones diplomáticas españolas en San Salvador y Perú. Fue consejera de Asuntos Culturales de la Embajada de España en Perú (2006-2010).
Fue subdirectora general Adjunta de Cooperación Multilateral y Horizontal en la Agencia Española de Cooperación Internacional.
Fue embajadora de España en Ghana (2010-2013) y embajadora de España en Senegal (2020-2024).